# Sergej Jašin

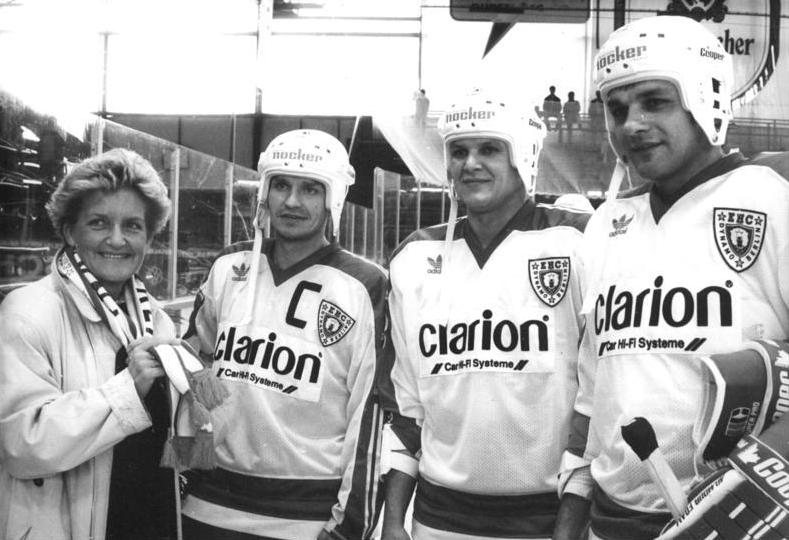
Sergej Jašin (druhý zprava) v dresu EHC Dynamo Berlin (1990/91)

Sergej Anatoljevič Jašin (rusky Сергей Анатольевич Яшин; 6. března 1962 Penza, SSSR – 12. dubna 2022) byl ruský hokejový útočník.

## Reprezentace
Reprezentoval Sovětský svaz. V národním týmu do 18 let vybojoval bronzovou medaili na mistrovství Evropy této věkové kategorie v roce 1979 v Polsku. O rok později na šampionátu konaném v ČSSR se stal nejen mistrem Evropy, ale byl zároveň nejproduktivnějším hráčem a zařazen do All Star týmu. Za reprezentaci do 20 let hrál na juniorském mistrovství světa v letech 1981 v SRN (bronz) a 1982 v USA a Kanadě (4. místo).
V reprezentaci poprvé nastoupil 13.12.1982 ve Stockholmu proti domácím Švédům (3:3), utkání se hrálo v rámci turnaje Pohár Rudého práva 1982/83. Zúčastnil se Kanadského poháru 1984, kde Sověti vypadli v semifinále. Třikrát startoval na mistrovství světa – 1985 v Československu (bronz), 1986 na domácím ledě (zlato) a 1989 ve Švédsku (zlato). Na olympijském turnaji v Calgary 1988 získal zlatou medaili. Celkem v dresu SSSR odehrál 109 utkání a vstřelil 35 branek.

### Reprezentační statistiky
| 1979 | SSSR 18 | ME 18 | 5  | 6 | 1 | 7  | 4 |
| 1980 | SSSR 18 | ME 18 | 5  | 7 | 7 | 14 | 4 |
| 1981 | SSSR 20 | MS 20 | 5  | 5 | 1 | 6  | 4 |
| 1982 | SSSR 20 | MS 20 | 7  | 5 | 2 | 7  | 2 |
| 1984 | SSSR    | KP    | 6  | 0 | 4 | 4  | 0 |
| 1985 | SSSR    | MS    | 7  | 2 | 1 | 3  | 8 |
| 1986 | SSSR    | MS    | 10 | 2 | 1 | 3  | 4 |
| 1988 | SSSR    | OH    | 8  | 3 | 1 | 4  | 4 |
| 1989 | SSSR    | MS    | 10 | 0 | 2 | 2  | 4 |

## Kariéra
Odchovanec klubu Dizel Penza se jako náctiletý přesunul do HC Dynamo Moskva a za tento klub debutoval v nejvyšší sovětské soutěži v sezoně 1979/80. V Dynamu působil celý úvod vrcholové kariéry a vytvořil zde svého času útok s dvojicí Anatolij Semjonov a Sergej Světlov, se kterou hrál i v reprezentaci. V roce 1989 bylo umožněno sovětským hokejistům odejít do zahraničí a Jašina draftoval do NHL klub Edmonton Oilers, ale do zámoří nikdy neodešel. Ročník 1989/90 byl jeho posledním v Dynamu, klub získal mistrovský titul po 36 letech.
Sezonu 1990/91 odehrál v německé lize za EHC Dynamo Berlin, tu následující ve druhé švýcarské za HC Davos. Ročník 1992/93 oblékal dres SKA Petrohrad v nově vzniklé ruské hokejové superlize. Po konci angažmá v Petrohradě si dal roční přestávku, v letech 1994–1997 hájil barvy EC Wilhelmshaven-Stickhausen ve druhé německé lize. Sezonu 1997/98 nastupoval v superlize za CHK Neftěchimik Nižněkamsk. Závěr kariéry strávil v ERC Selb (1998/99) a EC Wilhelmshaven-Stickhausen (1999–2001).

## Klubové statistiky
| Sezona  | Klub                      | Soutěž | Základní část | Základní část | Základní část | Základní část | Základní část | Play off | Play off | Play off | Play off | Play off |
| Sezona  | Klub                      | Soutěž | Z             | G             | A             | B             | TM            | Z        | G        | A        | B        | TM       |
| ------- | ------------------------- | ------ | ------------- | ------------- | ------------- | ------------- | ------------- | -------- | -------- | -------- | -------- | -------- |
| 1979/80 | Dynamo Moskva             | SSSR   | 2             | 0             | 1             | 1             | 0             | —        | —        | —        | —        | —        |
| 1980/81 | Dynamo Moskva             | SSSR   | 24            | 2             | 6             | 8             | 6             | —        | —        | —        | —        | —        |
| 1981/82 | Dynamo Moskva             | SSSR   | 41            | 13            | 13            | 26            | 4             | —        | —        | —        | —        | —        |
| 1982/83 | Dynamo Moskva             | SSSR   | 43            | 17            | 6             | 23            | 36            | —        | —        | —        | —        | —        |
| 1983/84 | Dynamo Moskva             | SSSR   | 34            | 16            | 9             | 25            | 22            | —        | —        | —        | —        | —        |
| 1984/85 | Dynamo Moskva             | SSSR   | 40            | 15            | 20            | 35            | 32            | —        | —        | —        | —        | —        |
| 1985/86 | Dynamo Moskva             | SSSR   | 40            | 14            | 19            | 33            | 26            | —        | —        | —        | —        | —        |
| 1986/87 | Dynamo Moskva             | SSSR   | 40            | 6             | 11            | 17            | 36            | —        | —        | —        | —        | —        |
| 1987/88 | Dynamo Moskva             | SSSR   | 47            | 13            | 11            | 24            | 34            | —        | —        | —        | —        | —        |
| 1988/89 | Dynamo Moskva             | SSSR   | 44            | 18            | 10            | 28            | 30            | —        | —        | —        | —        | —        |
| 1989/90 | Dynamo Moskva             | SSSR   | 48            | 14            | 16            | 30            | 14            | —        | —        | —        | —        | —        |
|         | Dynamo Moskva B           | SSSR2  | 1             | 0             | 0             | 0             | 0             | —        | —        | —        | —        | —        |
| 1990/91 | EHC Dynamo Berlin         | GER    | 45            | 27            | 28            | 55            | 40            | —        | —        | —        | —        | —        |
| 1991/92 | HC Davos                  | SWI2   | 30            | 30            | 25            | 55            | 26            | 8        | 11       | 11       | 22       | 16       |
| 1992/93 | SKA Petrohrad             | RUS    | 21            | 5             | 3             | 8             | 8             | —        | —        | —        | —        | —        |
| 1993/94 | nehrál                    | —      | —             | —             | —             | —             | —             | —        | —        | —        | —        | —        |
| 1994/95 | Wilhelmshaven-Stickhausen | GER2   | 47            | 47            | 45            | 92            | 22            | —        | —        | —        | —        | —        |
| 1995/96 | Wilhelmshaven-Stickhausen | GER2   | 44            | 33            | 54            | 87            | 24            | —        | —        | —        | —        | —        |
| 1996/97 | Wilhelmshaven-Stickhausen | GER2   | 51            | 28            | 59            | 87            | 20            | —        | —        | —        | —        | —        |
| 1997/98 | Neftěchimik Nižněkamsk    | RUS    | 32            | 4             | 5             | 9             | 20            | —        | —        | —        | —        | —        |
| 1998/99 | ERC Selb                  | GER3   | 2             | 0             | 0             | 0             | 0             | —        | —        | —        | —        | —        |
| 1999/00 | Wilhelmshaven-Stickhausen | GER2   | 37            | 6             | 10            | 16            | 22            | —        | —        | —        | —        | —        |
| 2000/01 | Wilhelmshaven-Stickhausen | GER2   | 1             | 0             | 0             | 0             | 0             | —        | —        | —        | —        | —        |

pozn: v kolonce play off je u ročníku 1991/92 uvedena bilance ze skupiny o udržení

## Trenérská kariéra
Po konci aktivní kariéry trénoval zejména kluby nižších německých soutěží – konkrétně EC Wilhelmshaven Friesland (2001–2006), Rostocker EC (2006/07), Rostock Piranhas (2007/08), Pecoma Grizzlies Groningen (2008–2010, nizozemská liga), Weser Stars Bremen (2010–2013). Od roku 2015 trénoval opět EC Wilhelmshaven Friesland.